# Кратерско језеро (Орегон)
Кратерско језеро је језеро лоцирано у калдери у САД у држави Орегон. Језеро је главна атракција Националног парка Кратерско језеро (енгл. National Park Crater Lake) и познато је по дубокој бистрој плавој води. Језеро до пола испуњава 1.220 метара дубоку калдеру која је настала око 5.600. године пре нове ере, када је дошло до рушења вулканске планине Мазама (енгл. Mount Mazama). 12. јуна 1853. године Џон Весли Хилмен (енгл. John Wesley Hillman) био је први досељеник који је видео језеро и назвао га је Дубоко Плаво Језеро. Језеро је три пута мењало име, Плаво Језеро, Величанствено Језеро и на крају данашњи назив Кратерско језеро. У језеру није било риба све до 1888. године, када је почело порибљавање језера разним врстама.

## Димензије и дубина
Језеро је широко 8 до 10 km, а просечна дубина је око 350 метара. Највећа дубина је 594 метра, иако дубина језера варира зависно од количине падавина (нема других дотока воде у језеро), оно је најдубље у САД, а друго је по дубини у Северној Америци (дубље је само Велико Ропско језеро у Канади), а девето је по дубини у свету.

## Геологија
Планина Мазама, део вулканског лука Каскадских планина била је састављена од магматских стена, углавном од андезита пре најмање 400.000 година. Калдера је настала у снажној вулканској ерупцији пре око 7.600 година. када је дошло до урушавања планине и када је избачено око 50 кубних километара стена из гротла вулкана. Ерупција лаве је касније креирала централну платформу, Чаробњачко острво (енгл. Wizard Island), Мирјам купу (енгл. Merriam Cone) и друге вулканске облике који су са седиментним талозима и одронима земље и камења потпуно затрпали калдеру. Најзад када се калдера охладила, киша и снег су полако годинама испуњавали кратер и коначно се формирало језеро. Одрон стења са литица калдере начинило је седиментне талоге на дну језера и затворило фумароле (отвори који испуштају само гас и штетне материје у виду паре). После неког времена литице су се мање више стабилизовале и густе шуме су полако поново почеле да освајају пуст пејзаж после велике катаклизме. Процењује се да је требало око 720 година да језеро достигне садашњу дубину. Већина ових појава се десило у периоду када је клима била мање влажна него данас. Неке хидротермалне активности на дну језера сугеришу како би Мазама могла поново да проради у будућности.